# 福山还原反应
Fukuyama还原反应（福山还原反应，Fukuyama reduction），由日本化学家福山透首先发现。
硫酯用氢硅烷（silyl hydride）在催化量钯存在下还原，得到醛。  福山透最早所用的氢硅烷为三乙基硅烷，催化剂为钯碳：
此反应用于将羧酸分步还原为醛。

## 反应机理
反应的催化循环如下：
- 氧化加成：

R-C(O)-SR + pd(0)  → RC(O)-Pd(II)-SR
- 配体交换：

RC(O)-Pd(II)-SR + R3SiH →  RC(O)-Pd(II)-H + R3Si-SR
- 还原消除：

RC(O)-Pd(II)-H  → RC(O)-H + Pd(0)

## 拓展
从 SMe-取代物合成BODIPY核心结构：（所用试剂为噻吩-2-甲酸亚铜（CuTC）、三(二亚苄基丙酮)二钯、三(2-呋喃基)膦）